# 稚內港
45°24′44″N 141°40′49″E / 45.412355°N 141.680224°E

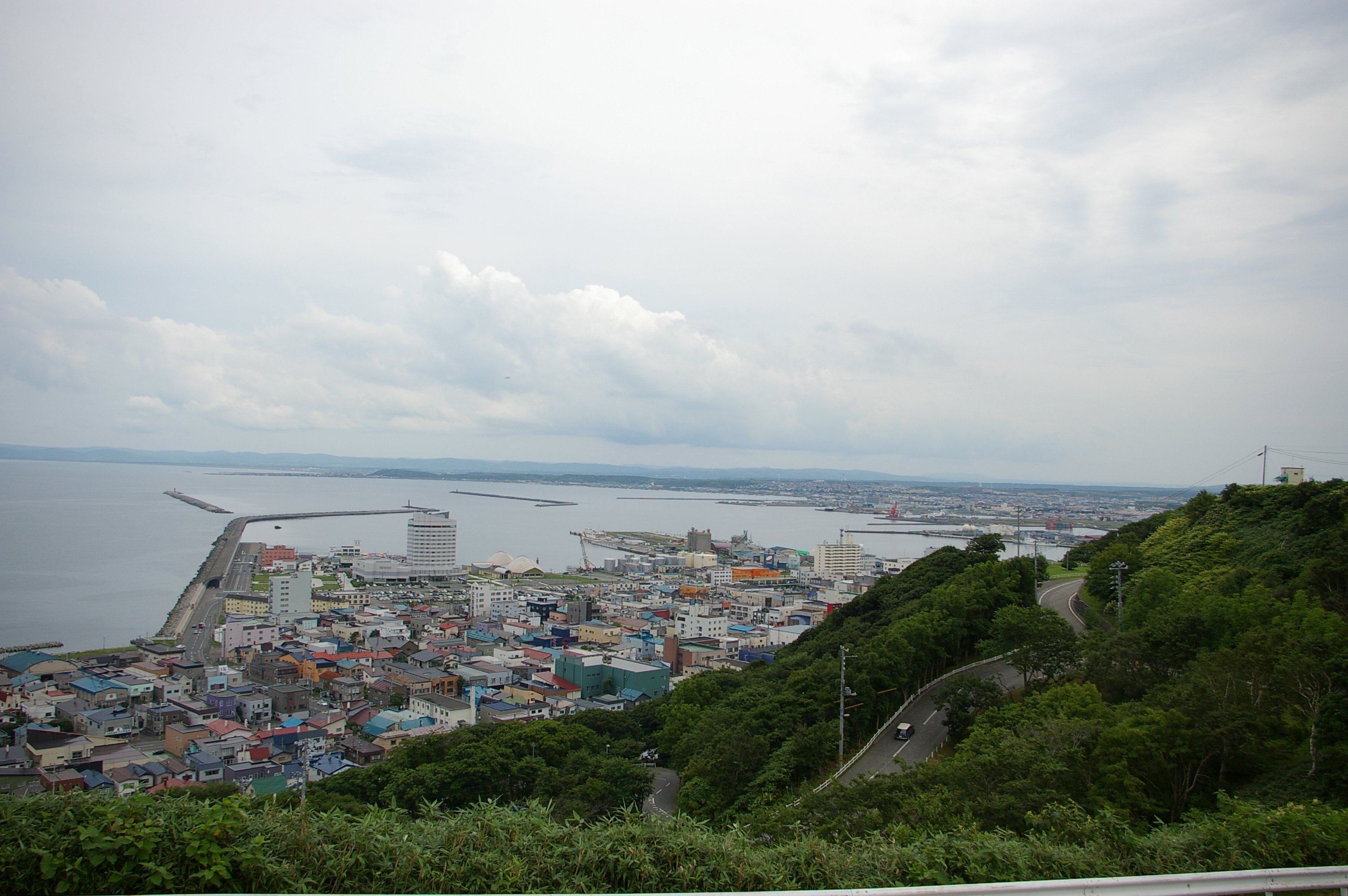
從稚內公園眺望稚内港全景

稚內港（日语：／ wakkanai kō */?）是位於日本北海道稚內市的港灣， 港灣管理單位是稚內市。是關稅法上的開港，被日本政府指定為重要港灣。港內的北防波堤圓頂被列為北海道遺產。

## 概述
是日本最北的港灣。鄰宗谷岬，位於日本海和鄂霍次克海的分歧點。稚內港在1920年開始築港。在1957年被指定為重要港灣，成為道北地區物資流通的據點、北方漁業的基地，並且也是利尻島與禮文島的聯絡港，在地域產業的發展發揮很大的作用。

## 碼頭
- 北碼頭
- 中央碼頭
- 北洋碼頭
- 末廣碼頭
- 天北1號碼頭
- 天北2號碼頭

## 略史
- 在1920年、港灣整建工程開始。

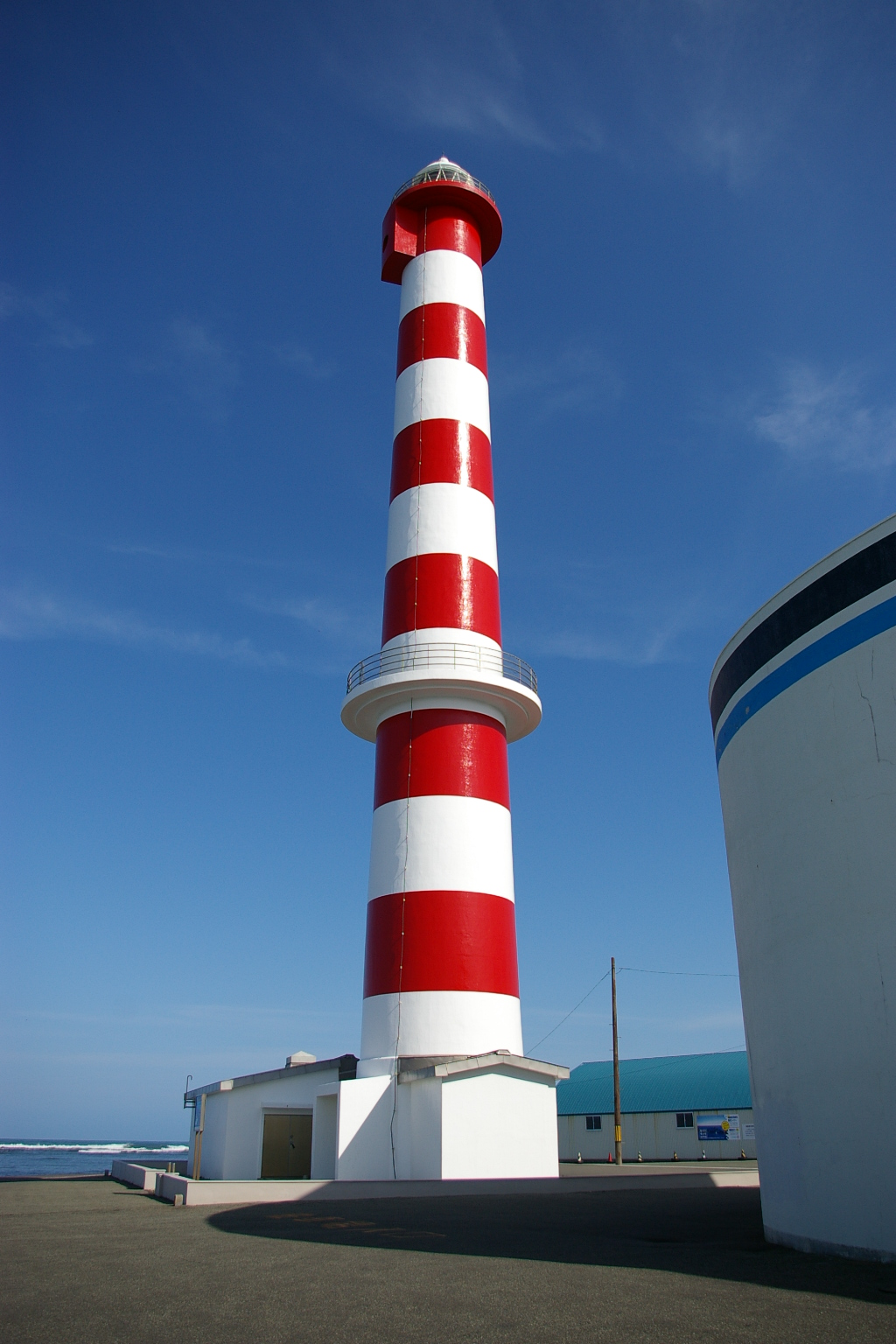
稚內燈塔

- 1926年、北防波堤和北碼頭岸壁的一部分完成。最近鐵路的舖設，連接樺太大泊和稚內的「稚泊航路」被開設。
- 1935年、稚內和利尻、禮文兩島的三角航路開通，北防波堤的圓頂狀防波牆完成，翌年，第一期工程完成。
- 1948年、關稅法施行時，指定的開港場。
- 1957年、港灣法施行時，指定為重要港灣。
- 1989年、航行於稚內～薩哈林島之間的渡輪下水（航線-不定期）。
- 1995年、稚內～薩哈林州科爾薩科夫之間日俄定期渡輪在隔了50年才通航。

## 相關連結
- 海上自衛隊 - 稚内分屯地
- 海上保安廳 - 第一管區海上保安本部
- 心陸渡輪（原東日本海渡輪社，為了與「東日本海渡輪」區別而改名、簡稱：海渡輪），稚內～樺太

## 外部連結
- 港湾空港部-稚内港
- 稚内開發建設部-稚内港湾事務所